# Мартін Зегіц
Мартін Зегіц (нім. Martin Segitz; нар. 26 липня 1853 — 31 липня 1927) — німецький політик від партії СДПН. У березні 1919 року виконував обов'язки прем'єр-міністра Баварії.

## Життєпис
Мартін Зегіц народився в 1853 році в місті Фюрт, яке входило до складу Баварського королівства. Деякий час працював в олов'яній промисловості, після чого, в 1890 році, влаштувався редактором в нюрнберзьку газету «нім. Fränkische Tagespost», де входить до складу робочий руху та стає членом Соціал-демократичної партії Німеччини.
Депутат баварського ландтагу з 1897 по 1927 роки. До складу рейхстагу входив в періоди з 1898 по 1903 роки, та з 1912 по 1918 роки.
Протягом 25 років був членом міської ради Фюрта. Працював над створенням робочої бібліотеки в Нюрнберзі, найбільшою в Німеччині на той час. Зробив значний внесок у створення першого союзу працівників металургійної промисловості в Німеччині.
Після Першої світової війни працював державним уповноваженим з реінтеграції демобілізованих баварських військовослужбовців в цивільне життя і виробничу діяльність.
Після вбивства прем'єр-міністра Баварії Курта Айснера заміняв його на цій посаді з 1 по 17 березня 1919 року. Через пануючу атмосферу політичного хаосу того часу, не зміг значною мірою проконтролювати ситуацію, і навіть не був визнаний на всій території Баварії. На його місце прийшов Йоганнес Гофман, в уряді якого Зегіц, в 1919 році, служив міністром внутрішніх справ та одночасно міністром промисловості, торгівлі і комерції. З 1919 по 1920 рік обіймав посаду міністра соціального забезпечення Баварії.